# Counter-Strike: Condition Zero
Counter-Strike: Condition Zero (a menudo abreviado en «CS: CZ» o «CZ») es un videojuego de disparos en primera persona. Es una nueva versión de Counter Strike con gráficos mejorados, mapas retocados, añade dos modelos nuevos y un modo para un solo jugador. Al modo de un jugador (misiones) se le llama Deleted Scenes.
Además es el único juego de los tres Counter-Strike que contiene modo de un jugador.
Está disponible para xbox. Actualmente se distribuye por la plataforma steam.
Esta versión fue muy criticada debido a la inferioridad de sus gráficos respecto los actuales, por las limitaciones del motor gráfico GoldSrc.
Los modelos nuevos incluyen el antiterrorista Spetsnaz ruso, y el terrorista Midwest Militia americano, ambos introducidos en la versión 1.2 del CS.
También se han incluido nuevos cambios como el daño de la granada en mano o HE que ya puede ser mortal quitando los 100 puntos de vida. Los wallblanged o "atravesadas" han sido disminuidas y se daña menos. Los rehenes han sido dotados de más personalidad y estos pueden colaborar con los antiterroristas.
Durante su lanzamiento se intentó implantar como sustituto al Counter Strike 1.6 e incluso en la competición internacional WEG ( Worlds E-sports Games) se introdujo como mod oficial, al verse que top clanes internacionales lo rechazaban negándose a jugar esta versión cayó en el olvido. Actualmente el Condition Zero vive una etapa "muerta" ya que ya no hay competiciones LAN (excepto Finlandia) y las pocas en línea no tienen muchos seguidores para más información puedes consultar en la página oficial o los canales de la red quakenet. A pesar de esto, Condition Zero ha sido bastante desvalorizado, porque se trata de una versión que combina un aceptable buen aspecto gráfico con la jugabilidad dinámica de la edición clásica de 1.6.

## El nuevoCondition Zero
El videojuego Condition Zero sufrió una mejora considerable al iniciar actividades el sistema Steam para las partidas por Internet, agregando diferentes modalidades de juegos; en la actualidad existen más de dos mil servidores. Uno de los más populares es el llamado "Gun Game" o "GG" en el cual el jugador inicia una ronda de quince segundos de calentamiento sólo con cuchillo, luego al iniciar la partida (por lo común son cinco minutos o diez) el jugador pasa a usar diferentes tipos de armas sin necesidad de comprarlas ni cogerlas del suelo. Se empieza con una pistola y al morir no se entra en el "limbo", sino que se reaparece tras dos o tres segundos en la zona de salida. Cada nivel de arma está determinado por el número de muertes que se logren completar con cada arma, es decir, para subir de nivel es necesario eliminar a dos enemigos (este número puede cambiar según el tipo de mapa y la duración determinada para cada uno) y así vas subiendo a las escopetas, subfusiles, rifles y ametralladoras, hasta llegar a la granada explosiva. Un detalle importante es que debes evitar a toda costa que te elimine un enemigo con cuchillo una vez que inició la partida, ya que te robará un nivel de arma haciéndote retroceder al nivel anterior que tenías.
La acción en esta nueva modalidad es continua y, cuantos más jugadores estén en el mapa, la batalla se vuelve más impresionante, debido al corto tiempo de cada mapa en los servidores y el gran número de niveles de armas que hay que alcanzar, lo que motiva a los jugadores a ser más agresivos, además de que se juega por lo regular en mapas especiales para esta modalidad que tienen una distribución de espacio y obstáculos ideales para este tipo de acción.

## Los nuevos mapas
Los mapas que existen en los servidores actualmente son incontables y de muy alta calidad en acabados y detalles, varían desde unas versiones de los ya existentes pero mejorados o adaptados según la modalidad de juego, a mapas con acabado de Lego o con un entorno como si estuvieramos jugando en los Simpsons. También podemos encontrar una modalidad de juego "doble" en cada mapa, por ejemplo el llamado "Gun Game" o "GG", en el que se gana pasando todos los niveles de armas, cosa que se consigue de forma escalonada matando cierto número de enemigos con cada nivel de arma, además en ese mismo mapa hay que detonar un objetivo (cosa que te hace avanzar un nivel automáticamente aunque no explote).Otras modalidades son el "mode paint-ball" (mismos escenarios pero en vez de armas de fuego, encontramos armas tipo paintball de aire comprimido), Death-run (que consiste en pasar obstáculos en varios niveles de dificultad), modo zombi...

## Métodos para evitar trampas
Los cheats son los denominados "trucos" o "trampas", esto se utiliza para tener una ventaja sobre los otros jugadores. Con la tecnología "VAC" utilizado en los servidores Steam, existe la posibilidad de que selecciones estos servidores que tienen activa esta característica y nadie podrá hacerte trampas. Una nota en los servidores son muy explícitos e informan que los servidores activos con el sistema "VAC" y si un jugador entra con cheats y es detectado se baneara de manera permanente.
Actualmente funciona una nueva versión de VAC, llamada VAC2, mucho más agresiva en el escaneo de cheats y con más recopilación de firmas de los programas. Pero los fabricantes de cheats actualmente suelen vender versiones de pago de sus hacks asegurando que son indetectables de por vida, pero casi siempre acaban siendo detectadas y el usuario pierde su dinero.

## Misiones en modo de un solo jugador
1.- "Entrenamiento Antiterrorista".

2.- "Causa Perdida".

3.- "Guerra Secreta".

4.- "Reconocimiento".

5.- "Swamp (Pantano)".

6.- "Laboratorio de Droga".

7.- "Asalto en el Desfile".

8.- "Hielo Frágil".

9.- "Piloto Abatido".

10.- "Hankagai".

11.- "Turn the Crank".

12.- "Álamo".

13.- "Fuerza en las Alturas".

14.- "Fastline (Línea Rápida)".

15.- "Miami Heat".

16.- "Truth in Chaos".

17.- "Run! (¡A Correr!)".

18.- "Sandstorm".

19.- "Pipe Dream".

## Modelos de jugador

### Antiterroristas (CT)
- SEAL
- GSG 9
- Special Air Service (SAS)
- GIGN
- Spetsnaz
- Japanese Kidotai (Japcop). Estos antiterroristas sólo aparecen en las misiones Hankagai, Fastline, Run! y Truth in Chaos.
- SWAT. Este antiterrorista solo aparece en las Escenas eliminadas.

### Terroristas (T)
- Phoenix Connexion.
- Elite Crew.
- Arctic Avengers.
- Guerilla Warfare.
- Midwest Militia.
- Asiatic (grupo terrorista árabe). Sólo aparece en las misiones de Recoil, Alamo, Pipe Dream y Sandstorm.
- Guerilla Japanese. Estos terroristas sólo aparecen en las misiones de Hankagai, Fastline, Run! y Truth in Chaos.

Nota: Los grupos antiterroristas están basados en equipos de la vida real. Todos los grupos terroristas aquí mencionados son ficticios.